# بيمبروك باينز
بيمبروك باينز (بالإنجليزية: Pembroke Pines)‏ هي مدينة أمريكية تقع في ولاية فلوريدا. تبلغ مساحة هذه المدينة 89.2 (كم²)،ويبلغ عدد سكانها 154750 نسمة حسب إحصاء سنة 2010 م 154750.

## التركيبة السكانية
حدّد مكتب تعداد الولايات المتحدة بيانات التركيبة السكانية لبيمبروك باينز في تعداد الولايات المتحدة. في ما يلي، التركيبة السكانية حسب تعدادي 2000 و2010.

### تعداد عام 2000
بلغ عدد سكان بيمبروك باينز 137,427 نسمة بحسب تعداد عام 2000، وبلغ عدد الأسر 51,989 أسرة وعدد العائلات 36,835 عائلة مقيمة في المدينة. في حين سجلت الكثافة السكانية 1,526.5 نسمة لكل كيلومتر مربع (3,953.6/ميل2). وبلغ عدد الوحدات السكنية 55,296 وحدة بمتوسط كثافة قدره 614.2 لكل كيلومتر مربع (1,590.8/ميل2).
وتوزع التركيب العرقي للمدينة بنسبة 75.58% من البيض و13.25% من الأمريكيين الأفارقة و0.19% من الأمريكيين الأصليين و3.76% من الأمريكيين ذوي الأصول الآسيوية و0.05% من سكان جزر المحيط الهادئ و3.70% من الأعراق الأخرى و3.47% من عرقين مختلطين أو أكثر و28.16% من الهسبانيون أو اللاتينيون من أي عرق.
بلغ عدد الأسر 51,989 أسرة كانت نسبة 38.5% منها لديها أطفال تحت سن الثامنة عشر تعيش معهم، وبلغت نسبة الأزواج القاطنين مع بعضهم البعض 56.4% من أصل المجموع الكلي للأسر، ونسبة 11.1% من الأسر كان لديها معيلات من الإناث دون وجود شريك، بينما كانت نسبة 3.4% من الأسر لديها معيلون من الذكور دون وجود شريكة وكانت نسبة 29.1% من غير العائلات. تألفت نسبة 24.1% من أصل جميع الأسر من عدة أفراد يعيشون في نفس المنزل ونسبة 12.5% كانت تتألف من شخص يعيش بمفرده يبلغ من العمر 65 عاماً أو أكثر. وبلغ متوسط حجم الأسرة المعيشية 2.62، أما متوسط حجم العائلات فبلغ 3.13.
بلغ العمر الوسطي للسكان 36.5 عاماً. وكانت نسبة 25.6% من القاطنين تحت سن الثامنة عشر، وكانت نسبة 6.3% بين الثامنة عشر والرابعة والعشرين عاماً، ونسبة 32.9% كانت واقعةً في الفئة العمرية ما بين الخامسة والعشرين والرابعة والأربعين عاماً، ونسبة 19.1% كانت ما بين الخامسة والأربعين والرابعة والستين، ونسبة 15.1% كانت ضمن فئة الخامسة والستين عاماً فما فوق. يوجد لكل 100 أنثى 87.9 ذكر، ويوجد لكل 100 أنثى في الثامنة عشر من عمرها فما فوق 82.6 ذكر.
بلغ متوسط دخل الأسرة في المدينة 21,697 دولارًا، أما متوسط دخل العائلة فبلغ 33,370 دولارًا. وكان متوسط دخل الذكور 42,237 دولارًا مقابل 32,938 دولارًا للإناث. وسجل دخل الفرد الخاص بالمدينة 20,425 دولارًا. وكانت نسبة 5.2% من العائلات ونسبة 9.7% من السكان تحت خط الفقر، وكان من هؤلاء نسبة 0% تحت سن الثامنة عشر ونسبة 9.6% في الخامسة والستين من العمر وما فوق.

### تعداد عام 2010
بلغ عدد سكان بيمبروك باينز 154,750 نسمة بحسب تعداد عام 2010، وبلغ عدد الأسر 56,873 أسرة وعدد العائلات 40,646 عائلة مقيمة في المدينة. في حين سجلت الكثافة السكانية 1,718.9 نسمة لكل كيلومتر مربع (4,451.9/ميل2). وبلغ عدد الوحدات السكنية 61,703 وحدة بمتوسط كثافة قدره 685.4 لكل كيلومتر مربع (1,775.2/ميل2).
وتوزع التركيب العرقي للمدينة بنسبة 67.29% من البيض و19.80% من الأمريكيين الأفارقة و0.25% من الأمريكيين الأصليين و4.93% من الأمريكيين ذوي الأصول الآسيوية و0.05% من سكان جزر المحيط الهادئ و4.41% من الأعراق الأخرى و3.26% من عرقين مختلطين أو أكثر و41.40% من الهسبانيون أو اللاتينيون من أي عرق.
بلغ عدد الأسر 56,873 أسرة كانت نسبة 37.5% منها لديها أطفال تحت سن الثامنة عشر تعيش معهم، وبلغت نسبة الأزواج القاطنين مع بعضهم البعض 51.8% من أصل المجموع الكلي للأسر، ونسبة 15% من الأسر كان لديها معيلات من الإناث دون وجود شريك، بينما كانت نسبة 4.7% من الأسر لديها معيلون من الذكور دون وجود شريكة وكانت نسبة 28.5% من غير العائلات. تألفت نسبة 24% من أصل جميع الأسر من عدة أفراد يعيشون في نفس المنزل ونسبة 12.3% كانت تتألف من شخص يعيش بمفرده يبلغ من العمر 65 عاماً أو أكثر. وبلغ متوسط حجم الأسرة المعيشية 2.70، أما متوسط حجم العائلات فبلغ 3.21.
بلغ العمر الوسطي للسكان 39.5 عاماً. وكانت نسبة 23.7% من القاطنين تحت سن الثامنة عشر، وكانت نسبة 8.4% بين الثامنة عشر والرابعة والعشرين عاماً، ونسبة 26.4% كانت واقعةً في الفئة العمرية ما بين الخامسة والعشرين والرابعة والأربعين عاماً، ونسبة 26.6% كانت ما بين الخامسة والأربعين والرابعة والستين، ونسبة 14.8% كانت ضمن فئة الخامسة والستين عاماً فما فوق. وتوزع التركيب الجنسي للسكان بنسبة 46.2% ذكور و53.8% إناث.

## المناخ
يظهر الجدول التالي التغييرات المناخية على مدار السنة لبيمبروك باينز:
| البيانات المناخية لـبيمبروك باينز | البيانات المناخية لـبيمبروك باينز | البيانات المناخية لـبيمبروك باينز | البيانات المناخية لـبيمبروك باينز | البيانات المناخية لـبيمبروك باينز | البيانات المناخية لـبيمبروك باينز | البيانات المناخية لـبيمبروك باينز | البيانات المناخية لـبيمبروك باينز | البيانات المناخية لـبيمبروك باينز | البيانات المناخية لـبيمبروك باينز | البيانات المناخية لـبيمبروك باينز | البيانات المناخية لـبيمبروك باينز | البيانات المناخية لـبيمبروك باينز | البيانات المناخية لـبيمبروك باينز |
| الشهر                             | يناير                             | فبراير                            | مارس                              | أبريل                             | مايو                              | يونيو                             | يوليو                             | أغسطس                             | سبتمبر                            | أكتوبر                            | نوفمبر                            | ديسمبر                            | المعدل السنوي                     |
| --------------------------------- | --------------------------------- | --------------------------------- | --------------------------------- | --------------------------------- | --------------------------------- | --------------------------------- | --------------------------------- | --------------------------------- | --------------------------------- | --------------------------------- | --------------------------------- | --------------------------------- | --------------------------------- |
| متوسط درجة الحرارة الكبرى °ف (°م) | 75 (24)                           | 77 (25)                           | 79 (26)                           | 82 (28)                           | 86 (30)                           | 89 (32)                           | 90 (32)                           | 90 (32)                           | 89 (32)                           | 86 (30)                           | 81 (27)                           | 77 (25)                           | 83 (29)                           |
| متوسط درجة الحرارة الصغرى °ف (°م) | 57 (14)                           | 59 (15)                           | 62 (17)                           | 66 (19)                           | 71 (22)                           | 75 (24)                           | 75 (24)                           | 76 (24)                           | 75 (24)                           | 72 (22)                           | 66 (19)                           | 60 (16)                           | 68 (20)                           |
| الهطول إنش (مم)                   | 2.62 (67)                         | 3.36 (85)                         | 3.58 (91)                         | 3.52 (89)                         | 6.20 (157)                        | 9.81 (249)                        | 7.41 (188)                        | 8.00 (203)                        | 9.45 (240)                        | 6.40 (163)                        | 3.90 (99)                         | 2.39 (61)                         | 66.64 (1٬692)                     |
| المصدر:                           |                                   |                                   |                                   |                                   |                                   |                                   |                                   |                                   |                                   |                                   |                                   |                                   |                                   |

## توأمة
لبيمبروك باينز اتفاقيات توأمة مع:
- أستراخان (1996 - )

## أعلام
- أنتوني شوارتز
- بيلا ثورن
- نيلسون بيزارو
- راؤول سانشيز
- داني فاركوهار